# Старий Трг (Словень Градець)
Старий Трг (словен. Stari Trg) — поселення в общині Словень Градець, Регіон Корошка, Словенія. Висота над рівнем моря: 819,3 м.